# Эль-Минья
Эль-Ми́нья (араб. المنيا‎, копт. ⲧⲙⲱⲛⲏ) — административный центр мухафазы Минья в Египте. Шерстяная, хлопчатобумажная, пищевая промышленность. Ремесла. Железнодорожная станция на ветке Каир — Асуан.
Население — 235 733 жителя (31 декабря 2005).
Название города происходит от древнеегипетского названья Меньят Хуфу. На коптском языке город назывался Тмуне или Тмоне, что означает «место проживания», поскольку в 20 км от Эль-Миньи, на восточном берегу Нила, расположен монастырь, построенный во имя Пресвятой Богородицы. Особым почитанием в монастыре пользуется храм, который был сооружён в 328 г. императрицей Еленой в пещере, где по легенде нашло себе убежище Святое семейство во время бегства в Египет. В Эль-Минье был обнаружен коптский текст Евангелия от Иуды в составе Кодекса Чакос.
В городе существует университет. Эль-Минья спланирована так, что большинство её улиц пересекаются под прямым углом. В городе осталось много ветхих колониальных особняков, построенных итальянскими архитекторами для местных хлопковых магнатов.

## Жемчужина Верхнего Египта
Минья находится на западном берегу Нила. Местные жители называют её «Жемчужиной Верхнего Египта» (араб.: عروس الصعيد,масри: عروسة الصعيد дословно — Невеста или Русалка Верхнего Египта). Город занимает стратегическое положение в Среднем Египте между югом и севером. Название может соотноситься с известной древнеегипетской традицией или жертвенным обрядом, когда женскую статуэтку топили в водах Нила в качестве жертвоприношения, чтобы вызвать на реке ранний и высокий паводок.

## Крупные археологические находки
В феврале 2018 года обнаружен жреческий некрополь возрастом 2,5 тыс. лет, 13 погребальных шахт принадлежащих разным эпохам. Захоронения принадлежали жрецам и чиновникам. В саркофагах было множество драгоценностей, включая украшения и тысячу погребальных статуэток.
В феврале 2019 года был раскопан некрополь (поздний период династий фараонов, при Птолемеях (IV—I вв. до н. э.), в провинции Эль-Минья в районе Туна-эль-Габаль. На глубине около 10 метров под землей найдены саркофаги с мумиями разного пола, возраста и социальной принадлежности. Из 40 мумий 10 — детские.